# راندي فينولي
{{صندوق معلومات شخص
| الاسم = راندي فينولي
| الصورة = 
| حجم الصورة = 
| تعليق الصورة = 
| تاريخ الولادة = راندي فينولي (بالإنجليزية:Randy Fenoli) هو مقدم تلفزيون أمريكي، ومصمم أزياء عُرف بتصميمه لفساتين الزفاف، وبرنامجه التلفزيوني الخاص راندي لإنقاذ الأعرس قولوا نعم إلى الفستان. 

## السيرة الذاتية
راندي فينولي كان مدير الأزياء لمتجر ملابس الزفاف كليفلاند العروس من 2007م إلى 2012م. ولد في جبل فرنون، بـ ولاية إيلينوي. نشأ فينولي مع حبه للأزياء وبدأ في خياطة الفساتين عندما كان عمره تسعة أعوام فقط، مما وسع في النهاية جهوده في مجالات فن المكياج وتصفيف الشعر والترفيه. بعد فوزه في مسابقة ملكة جمال أمريكا للشواذ عام 1990، لعب دور براندي ألكسندر، استخدم أموال الجائزة للانضمام إلى معهد الأزياء للتكنولوجيا في نيويورك. وقد عرض عليه وظيفة في شركة فيفيان ديسي دايموند، من شركة فيفيان دايموند. بعد ذلك، أثمرت خبرته في التصميم عندما عرض عليه وظيفة في كليفلاند. وهو الآن مستشار مستقل.
لقد كان مصمم أزياء منذ عام 1992م. في عام 2007م، قام فينولي بأول ظهور تلفزيوني له على قناة تي إل سي الأمريكية من خلال برنامج قولوا نعم إلى الفستان، حيث كان مشاهديه يستمتعون بحساسيته وأناقته. منذ عام 2011م، وقد قدم برنامج قولوا نعم إلى الفستان نعم إلى راندي يعرف الأفضل، وبث في إسبانيا وإيطاليا. 

### التلفزيون
- 2007 – حاليا: قولوا نعم إلى الفستان، تي إل سي الأمريكية.
- 2011-2013: قولوا نعم إلى الفستان: راندي يعرف الأفضل ، تي إل سي الأمريكية.
- 2012-2016: راندي إلى الإنقاذ ، تي إل سي الأمريكية.